# Dom Julii w Sanoku
Dom Julii w Sanoku (także Villa „Dom Julii”) – budynek położony w Sanoku.
Pierwotnie właścicielem nieruchomości był sanocki budowniczy i przedsiębiorca budowlany Władysław Chomiak (1871-1942), który na działce wzniósł najpierw dom drewniany, a następnie obecny dom-kamienicę czynszową w stylu willa. Budowa została ukończona w 1924 (w latach 30. XX wieku dom znajdował się pod numerem 38). Nazwa obiektu pochodzi od imienia najmłodszej córki właściciela, Julii. W późniejszym czasie domem zarządzała żona Władysława, Paulina, ich córka Kazimiera. Po wybuchu II wojny światowej w willi zamieszkał wraz z żoną Jadwigą Walerian Czykiel, który w trakcie okupacji niemieckiej prowadził lekcje tajnego nauczania, o czym po latach pisał poeta Janusz Szuber w publikacji pt. Mojość z 2005.
Uszkodzenia od pocisków na fasadzie budynku zachowały się przez kilka dekad powojennych. Po II wojnie światowej mieściło się w nim pogotowie ratunkowe. Następnie budynek został wyremontowany. Obecnie funkcjonuje w nim hotel.
Tuż obok Domu Julii znajduje się kapliczka przydrożna, z XIX wieku, wybudowana przez rodzinę Bogdów, z obrazem Matki Bożej Nieustającej Pomocy, a po drugiej stronie ulicy jest kościół Matki Bożej Różańcowej parafii pod tym samym wezwaniem.
Podczas prowadzonych prac remontowych podjętych przez właścicieli budynku 19 września 1999 nastąpiła katastrofa budowlana w postaci obsunięcia się części budynku, po której orzeczono zagrożenie zawaleniem się budynku.
Budynek został wpisany do wojewódzkiego (2000) oraz do gminnego rejestru zabytków miasta Sanoka. Do gminnego rejestru zabytków miasta Sanoka została wpisana także stojąca obok ww. kapliczka.